# Nicolae Petala
Nicolae Petala (Vaslui, 29. kolovoza 1869. - Bukurešt, 1947.) je bio rumunjski general i vojni zapovjednik. Tijekom Prvog svjetskog rata zapovijedao je 9. divizijom, I. korpusom, te 1. armijom.

## Vojna karijera
Nicolae Petala rođen je 29. kolovoza 1869. u Vasluiu. Od 1883. pohađa vojnu školu u Iasiju koju završava 1887. godine. Školovanje nastavlja u Školi za inženjeriju i topništvo koju okončava 1889. godine. Od te iste godine raspoređen je na službu u 7. topničku pukovniju, te se školuje u Specijalnoj školi za topništvo i inženjeriju. Godine 1892. promaknut je u čin poručnika, te odlazi na školovanje u Italiju gdje iduće dvije godine pohađa Vojnu školu u Torinu. Po povratku u Rumunjsku do 1899. godine zapovijeda topničkim bitnicama u 11., 9., 12. i 13. pukovniji. U međuvremenu, 1897. godine, unaprijeđen je u čin satnika.
Od 1900. služi u stožeru III. korpusa, nakon čega od 1901. godine zapovijeda satnijom pri Časničkoj školi. Navedenu dužnost obnaša do 1904. kada je imenovan vojnim atašeom najprije u Italiji, a potom u Bugarskoj. Tijekom izbivanja 1906. unaprijeđen je u čin bojnika. Godine 1910. vraća se u Rumunjsku gdje dobiva zapovjedništvo nad 2. brigadom. Te iste godine promaknut je u čin potpukovnika. Od iduće, 1911. godine, zapovijeda 40. pješačkom pukovnijom, da bi potom 1913. godine bio unaprijeđen u čin pukovnika, te obnašao dužnost načelnika stožera II. korpusa. Godine 1914. postaje načelnikom stožera III. korpusa koju dužnost obnaša jednu godinu jer 1915. postaje zapovjednikom 15. pješačke brigade. Godine 1916. unaprijeđen je u čin brigadnog generala.

## Prvi svjetski rat
Na početku neprijateljstava Petala obnaša dužnost zapovjednika 15. pješačke brigade. Ubrzo međutim, dobiva zapovjedništvo nad 9. divizijom kojom vrlo kratko zapovijeda jer je 30. rujna 1916. imenovan zapovjednikom I. korpusa umjesto poginulog Davida Praporgescua. Svega petnaestak dana nakon toga Petala preuzima zapovjedništvo nad 1. armijom kojoj je također poginuo zapovjednik Ioan Dragalina. Međutim, i 1. armijom zapovijeda vrlo kratko, do 21. listopada, jer je zbog premorenosti i psihičkih teškoća morao otići na dopust. Nakon oporavka, 29. prosinca 1916. vraća se na mjesto zapovjednika I. korpusa.
Tijekom 1917. Petala zapovijedajući I. korpusom sudjeluje u Drugoj bitci kod Oituza. Prvim korpusom zapovijeda do 21. svibnja 1918. kada od Ioana Patrascua preuzima zapovjedništvo nad IV. korpusom. Te 1918. godine promaknut je u čin divizijskog generala.

## Poslije rata
Godine 1919. Petala je imenovan zapovjednikom VI. korpusa. Tijekom 1920. zapovijeda Zapadnim snagama, da bi se iduće 1921. godine vratio na mjesto zapovjednika VI. korpusa kojim zapovijeda do 1924. godine. Te godine postaje glavnim inspektorom III. vojnog područja, nakon čega istu dužnost od 1926. obnaša u II. vojnom području.
Godine 1921. Petala je pokrenuo časopis Narodna kultura u kojem je od 1928. bio i urednik. Od 1930. senator je u rumunjskom parlamentu. Objavio je više radova vojne tematike, te je više puta odlikovan. Preminuo je 1947. godine u Bukureštu.

## Vanjske poveznice
(eng.) Nicolae Petala na stranici Axishistory.com
| Prethodnik Ioan Dragalina | Zapovjednik 1. armije Nicolae Petala | Nasljednik Paraschiv Vasilescu |